# Ilona Bachelier
Pour les articles homonymes, voir Bachelier.
Ilona Bachelier est une actrice française, née le 26 septembre 1997 dans le 14e arrondissement de Paris,. Elle est surtout connue pour avoir incarné Charlotte dans Nos jours heureux.

## Biographie
Ilona Bachelier naît le 26 septembre 1997 dans le 14e arrondissement de Paris,. Elle est la sœur de Louvia Bachelier, également actrice, qui a notamment joué dans la série télévisée Demain nous appartient.
Lorsqu’elle est en CP, Ilona est remarquée par la directrice de son école primaire lors d’un spectacle. La directrice incite ses parents à lui faire poursuivre dans cette voie. Sa mère qui est dans la publicité lui fait passer des auditions pour des clips publicitaires. Dès l’âge de huit ans, elle fait une apparition dans la série Clara Sheller et tient l’un des rôles d’enfant dans le film Nos jours heureux. Elle apparaît ensuite régulièrement au cinéma et à la télévision.
En 2015, à 18 ans, elle est admise au Cours Florent mais préfère poursuivre des études supérieures à l'Institut d'études politiques de Saint-Germain-en-Laye, tout en continuant les tournages. En troisième année, elle part pour Taïwan pendant un an dans le cadre de son cursus à l’IEP, alors qu’elle est un personnage récurrent de la série Nina de France Télévisions (elle joue la fille de Nina). Les scénaristes de la série adaptent le scénario et la font partir au Canada. Elle tourne des scènes de visioconférence Skype où elle est censée être au Canada, mais se trouve en fait à Taïwan. Après son master 1 « Culture et communication » en 2019, elle s'inscrit à l’École nationale supérieure d'arts de Paris-Cergy et obtient un double diplôme en fin de master 2,.

## Filmographie
Sauf indication contraire, les informations mentionnées dans cette section peuvent être confirmées par la base de données cinématographiques IMDb,  présente dans la section « Liens externes ».

### Cinéma

#### Longs métrages
- 2006 : Nos jours heureux d'Éric Toledano et Olivier Nakache : Charlotte
- 2008 : Les Enfants de Timpelbach de Nicolas Bary : Charlotte
- 2011 : La Nouvelle Guerre des boutons de Christophe Barratier : Violette
- 2016 : Vincent de Christophe Van Rompaey : Victorine
- 2017 : Mission Pays basque de Ludovic Bernard : Mirentxu
- 2019 : Raoul Taburin de Pierre Godeau : Madeleine, 20 ans
- 2019 : La Vérité si je mens ! Les débuts de Michel Munz et Gérard Bitton : Chantal
- 2022 : Près de moi de Alex Guéry : Alise Brooks

#### Courts métrages
- 2012 : J'aurai toujours 13 ans d'Alex Guéry : Jenny
- 2013 : Sort Procedure d'Alex Guéry : jeune fille
- 2013 : Contrôle technique d'Alex Guéry : Léa Cortier
- 2017 : Pépé le morse de Lucrèce Andreae : Mélissa (voix)
- 2019 : Smoking d'Alex Guéry : la mort
- 2019 : What's Up de Ivan Frésard : Victoria

### Télévision
Séries télévisées
- 2005 : Clara Sheller de par Renaud Bertrand : Marie-Luce (épisode Un cadeau de la vie réalisé)
- 2007 : Femmes de loi de Hervé Renoh : Julie Genteuil (épisode Fragile liberté)
- 2011 : Famille d'accueil de Pascale Dallet : Pimprenelle (épisode Pimprenelle)
- 2015 : Presque parfaites de Gabriel Julien-Laferrière : Jade (épisodes Le Petit Monstre et L'Anniversaire)
- 2016 : Les Grands de Benjamin Parent et Joris Morio : Julianna (saison 1)
- 2016 : Mongeville de René Manzor : Alix De Frénac (épisode Légende vivante)
- 2017 - 2021 : Nina de Alain Robillard et Thalia Rebinsky : Lily Antonakis
- 2019 : Camping Paradis, épisodes Premières amours (1re et 2e parties) de Nicolas Copin : Léa
- 2020 : Draculi & Gandolfi de Guillaume Sanjorge : Héritière Ilonoun[6]
- 2020 : Pourquoi je vis : Lucie, finaliste de la Star academy 4
- 2021 : Crimes parfaits : Gabrielle (saison 3, épisode 7)
- 2021 : J'ai menti : Elaura Montel
- 2022 : Tandem : Lison Delorme (saison 6, épisode 8)
- 2023 : Master Crimes d'Elsa Marpeau : Lola Baren (saison 1, épisode 3)
- 2024 : Meurtres à Arles d'Octave Raspail : Aline Garnier, la reine d'Arles
- 2024 : Camping Paradis : Margot (saison 15, épisode 1)
- 2024 : Le Fil d'Ariane : Sarah Lusso (saison 1, épisode 2)
- 2025 : L'Intruse : Ludivine (2 épisodes)

Téléfilms
- 2006 : Monsieur Max de Gabriel Aghion : Alice, enfant
- 2007 : Mort prématurée de José Pinheiro : Tania
- 2009 : Blanche Maupas de Patrick Jamain : Jeanne, jeune
- 2015 : Au revoir... et à bientôt ! de Miguel Courtois : Julie Duvallois
- 2020 :  Crime à Saint-Affrique de Marwen Abdallah : Barbara
- 2022 : L'Affaire Annette Zelman de Philippe Le Guay : Annette Zelman